# プロレスリングEVE
プロレスリングEVE（Pro-Wrestling EVE）は、イギリスの女子プロレス団体。「EVE」は「Energy Victory Excellence」の略。

## 歴史
2010年5月8日、イングランド東部のサフォークで旗揚げ戦を開催。
イングランドのみならずヨーロッパから選手が集まり、年数回の興行を開催している。また、アメリカのSWAなどとも業務提携を結んでおり、WWEやインパクト・レスリングで活躍した北米の選手も参戦している。
2011年10月、日本のインターネット番組「19時女子プロレス」がきっかけとなり、アイスリボンと団体対抗戦を行った。
2012年、EVE王者のアルファ・フィーメルがスターダムに参戦し、ワールド・オブ・スターダム王座に挑戦。11月10日、ケイ・リー・レイが、さくらのJWP認定無差別級王座に挑戦。また我闘雲舞とJWPにも参戦した。11月11日、アイスリボンからプロレスリング我闘雲舞に移籍した、さくらえみがJWP女子プロレスの米山香織と共に参戦し、さくらは保持していたJWP認定無差別級王座の防衛と共にEVE王座の奪取に成功。また、元TNA女子ノックアウト王者のアンジェリーナ・ラブが参戦した。
2013年3月17日、フィーメルがスターダムに参戦し、ワールド・オブ・スターダム王座に再び挑戦して奪取に成功。またDDTプロレスリングにも参戦。4月、さくらとEVE王座を争ったニッキー・ストームが来日し、JWPでさくらとタッグを組み、WNCにも参戦した。
2015年5月17日、ストームがスターダムに参戦しワンダー・オブ・スターダム王座に挑戦。
2019年1月14日、スターダムの林下詩美がEVEインターナショナル王座を獲得。4月19日、東京女子プロレスを退団してフリーとして活動していた優宇が入団。

## タイトルホルダー

### EVE王座

#### 歴代王者
| 歴代   | 選手                   | 戴冠回数 | 獲得日付       | 獲得場所 （対戦相手・その他） |
| ------ | ---------------------- | -------- | -------------- | ----------------------------- |
| 初代   | ブリタニ・ナイト       | 1        | 2011年4月8日   | サフォーク                    |
| 第2代  | ジェニー・ジョディン   | 1        | 2011年6月8日   | ランカシャー                  |
| 第3代  | アルファ・フィーメル   | 1        | 2012年4月1日   | ロンドン                      |
| 第4代  | ニッキー・ストーム     | 1        | 2012年11月11日 | サフォーク                    |
| 第5代  | さくらえみ             | 1        | 2012年11月11日 | サフォーク                    |
| 第6代  | ニッキー・ストーム     | 2        | 2013年2月3日   | プレストン                    |
| 第7代  | リア・オライリー       | 1        | 2014年11月29日 | チェルムスフォード            |
| 第8代  | ニッキー・ストーム     | 3        | 2016年2月28日  | チェルムスフォード            |
| 第9代  | リア・オライリー       | 2        | 2016年3月20日  | ロンドン 2017年4月24日返上    |
| 第10代 | サミー・ジェーン       | 1        | 2017年5月21日  | ロンドン                      |
| 第11代 | チャーリー・モーガン   | 1        | 2018年5月5日   | ロンドン                      |
| 第12代 | ニナ・サミュエルズ     | 1        | 2018年11月11日 | ロンドン                      |
| 第13代 | ケイ・リー・レイ       | 1        | 2019年3月9日   | ロンドン                      |
| 第14代 | バイパー               | 1        | 2019年6月30日  | ロンドン                      |
| 第15代 | リア・オライリー       | 3        | 2019年6月30日  | ロンドン                      |
| 第16代 | ジェッタ               | 1        | 2021年8月27日  | ロンドン                      |
| 第17代 | エマーシン・ジェイン   | 1        | 2021年12月4日  | ロンドン                      |
| 第18代 | ジェッタ               | 2        | 2022年2月5日   | ロンドン                      |
| 第19代 | アレックス・ウィンザー | 1        | 2022年11月13日 | ロンドン                      |
| 第20代 | 山下実優               | 1        | 2022年11月13日 | ロンドン                      |

### EVEインターナショナル王座

#### 歴代王者
| 歴代  | 選手                   | 戴冠回数 | 獲得日付       | 獲得場所 （対戦相手・その他） |
| ----- | ---------------------- | -------- | -------------- | ----------------------------- |
| 初代  | バイパー               | 1        | 2018年10月13日 | ロンドン                      |
| 第2代 | 林下詩美               | 1        | 2019年1月14日  | 後楽園ホール                  |
| 第3代 | ジェイミー・ヘイター   | 1        | 2019年6月30日  | ロンドン                      |
| 第4代 | サミー・ジェイン       | 1        | 2020年2月1日   | ロンドン                      |
| 第5代 | ケイシー               | 1        | 2020年3月7日   | ロンドン 2021年1月19日返上    |
| 第6代 | ローラ・ディ・マッテオ | 1        | 2022年2月5日   | ロンドン                      |
| 第7代 | 優宇                   | 1        | 2022年11月13日 | ロンドン                      |

### EVEタッグ王座

#### 歴代王者
| 歴代  | タッグチーム                                                   | 戴冠回数 | 獲得日付       | 獲得場所 （対戦相手・その他） |
| ----- | -------------------------------------------------------------- | -------- | -------------- | ----------------------------- |
| 初代  | Wrestle Friend （エリン・エンジェル & ジェッタ）               | 1        | 2019年6月30日  | ロンドン 2019年9月27日返上    |
| 第2代 | The Woke Queens （ヴァルキリー & デイビー・ケイテル）          | 1        | 2019年12月12日 | ロンドン                      |
| 第3代 | ジゼル・ショー & サミー・ジェイン                              | 1        | 2019年12月14日 | ロンドン                      |
| 第4代 | Medusa Complex （チャーリー・エバンス & ミリー・マッケンジー） | 1        | 2020年1月11日  | ロンドン                      |
| 第5代 | The Uprising （リア・オライリー & スカイ・スミットソン）       | 1        | 2022年2月5日   | ロンドン                      |
| 第6代 | The Hex （アリシン・ケイ & マーティ・ベル）                    | 1        | 2022年3月4日   | ロンドン                      |
| 第7代 | The Uprising （リア・オライリー & スカイ・スミットソン）       | 2        | 2022年3月5日   | ロンドン                      |

## 参戦選手
- アルファ・フィーメル
- アンジェリーナ・ラブ（英語版）
- エリン・エンジェル（英語版）
- クリス・ウルフ
- ケイ・リー・レイ
- サディ・ギブス（英語版）
- ジェイミー・ヘイター（英語版）
- ジェッタ（英語版）
- ジョーディン・グレイス（英語版）
- セッション・モス・マルティナ（英語版）
- ゾーイ・ルーカス
- チャーリー・モーガン（英語版）
- テイラー・ワイルド（英語版）
- ニッキー・ストーム
- ニナ・サミュエルズ（英語版）
- バイパー
- ブリタニ・ナイト
- ミリー・マッケンジー（英語版）
- さくらえみ
- 里村明衣子
- DASH・チサコ
- 豊田真奈美
- 橋本千紘
- 林下詩美
- 朱里
- 優宇
- 里歩
- ハイパーミサヲ
- 山下実優